# 毎来寺
毎来寺(まいらいじ)は、岡山県真庭市にある曹洞宗の寺院。山号は、もともとは仲應山といったが、2009年（平成21年）に板画山に変更した。御本尊は阿弥陀如来。1976年、廃寺だったところへ、第28代住職として現・岩垣正道住職が入山し寺を再興した。

## 歴史
15世紀前半、応永年間(室町時代)に、隣町落合町(現在の真庭市中河内)、瑞景寺三世・幸中梵巴和尚によって開山された。この人は当時の美作守護職・赤松筑前守則定の三男といわれている。観音堂には、伝行基菩薩作の千手観音(秘仏)が奉安されている。
また、近くの米来小学校の前身、明親小学校が明治14年頃、この寺を校舎として使用していた。(以上は、境内の案内板による。）

## 板画寺
写経にと始めた板画を寺院の襖に貼ったのがキッカケで、襖絵、掛け軸、天井板画など約3000点の書画、板画が飾られ、「板画の寺」として全国的に知られている。

## 所在地
岡山県真庭市目木1001
参詣時間：10:00〜16:00

## アクセス
- 米子自動車道久世ICから約5分

## 近在の施設
- 目木構跡(めきかまえあと) - 江戸時代の大庄屋、福島家の屋敷跡
- 真庭市立米来小学校 - 米来は、「めき」と読む。毎来寺の山門に寺の正式名称と並んで、米来観音梵宮とあるのはこの地名から。
- 旧遷喬尋常小学校